# Kuontasjärvi
Kuontasjärvi är en sjö i Finland. Den ligger i kommunen Enontekis i landskapet Lappland, i den norra delen av landet, 900 km norr om huvudstaden Helsingfors. Kuontasjärvi ligger 337,6 meter över havet. Omgivningarna runt Kuontasjärvi är i huvudsak ett öppet busklandskap. Arean är 17,4 hektar och strandlinjen är 1,72 kilometer lång. Sjön  ingår i Torne älvs huvudavrinningsområde. 